# Sexe attitudes
Pour plus de détails, voir Fiche technique et Distribution.
Sexe attitudes ou Baises et Conséquences au Québec (Body Shots) est un film américain réalisé par Michael Cristofer en 1999 et sorti l'année suivante.

## Synopsis
Au lendemain d'une nuit blanche arrosée, Rick s'éveille péniblement aux côtés de Jane. Plus tard, Sara, hagarde, vient se réfugier chez Jane et prétend avoir été violée par Michael, un ami de Rick. De son côté, Shawn, un autre ami de Rick et prétendant de Sara, a couché avec Emma. Son amie Withney, elle, a fait de même avec Trent, le colocataire de Shawn. L'alcool aidant, tout est flou pour tout le monde. De cette nuit incroyable, les huit protagonistes vont tenter de se rappeler ce qui s'est passé, expliquant en aparté leur manière de voir les relations amoureuses et sexuelles.

## Fiche technique
- Titre : Sexe attitudes
- Titre québécois : Baises et Conséquences
- Titre original : Body Shots
- Réalisation : Michael Cristofer
- Scénario : David McKenna
- Musique : Mark Isham
- Photographie : Rodrigo García
- Montage : Eric A. Sears
- Production : Harry Colomby et Jennifer Keohane
- Société de production : New Line Cinema et Colomby/Keaton Productions
- Société de distribution : New Line Cinema (États-Unis)
- Pays :  États-Unis
- Genre : Drame
- Durée : 106 minutes
- Dates de sortie : 
  -  États-Unis : 22 octobre 1999
  -  France : 21 juin 2000

## Distribution
- Sean Patrick Flanery (V. F. : Damien Boisseau ; V. Q. : Martin Watier) : Rick Hamilton
- Jerry O'Connell (V. F. : Thierry Ragueneau ; V. Q. : Gilbert Lachance) : Michael Penorisi
- Amanda Peet (V. F. : Marjorie Frantz ; V. Q. : Anne Bédard) : Jane Bannister
- Tara Reid (V. Q. : Christine Bellier) : Sara Olswng
- Ron Livingston (V. F. : Olivier Destrez ; V. Q. : Pierre Auger) : Trent
- Emily Procter (V. F. : Virginie Ledieu ; V. Q. : Élisabeth Lenormand) : Whitney Bryant
- Brad Rowe (V. F. : Pierre-François Pistorio ; V. Q. : Benoit Éthier) : Shawn Denigan
- Sybil Temchen (V. F. : Nathalie Karsenti ; V. Q. : Camille Cyr-Desmarais) : Emma Cooper
- Nick Spano (V. F. : Vincent Barazzoni) : Jeff

Source et légende : Version française (V. F.) sur RS Doublage et selon le carton du doublage français sur le DVD zone 2 / Version québécoise (V. Q.) sur Doublage Québec.

## Anecdotes
Les personnages racontent tout au long du film leur opinion sur la sexualité selon la scène jouée.

## Fiche technique
- Société de production : New Line Cinema